# Procleonice prolixa
Procleonice prolixa är en tvåvingeart som beskrevs av Townsend 1935. Procleonice prolixa ingår i släktet Procleonice och familjen parasitflugor. Inga underarter finns listade i Catalogue of Life.